# Взяття Галича
Взяття Галича — вступ до міста легіону УСС, що відбувся в ході Першої світової війни 27-28 червня 1915 року.

## Ситуація на фронті
Після Горлицького прориву війська Російської імперії почали відступ з Галичини. На початку червня був звільнений Львів.

## ВизволенняГалича

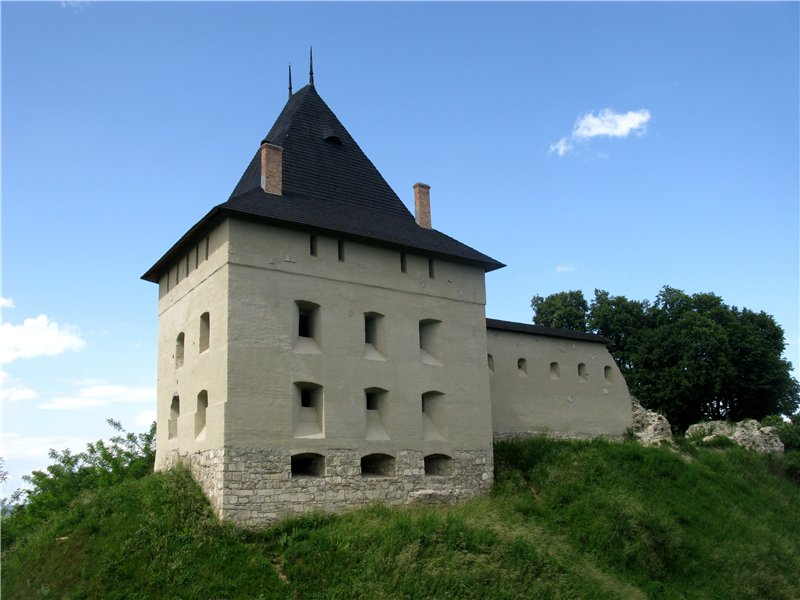

У середині червня 55 Австро-Угорська дивізія (у складі якої діяли УСС) підійшла до Галича. Неподалік села Вікторів розташовувалися сильні укріплення російських військ. Тут велися серьйозні позиційні бої. Але через загальний відступ військ ці позиції були полишені.
27 червня Українські Січові Стрільці першими увійшли до Галича. Сотник Дмитро Вітовський, як пише О. Думін, «обняв команду міста, установив посадника й видав розпорядження по організації міської міліції»
Ось що пише Степан Ріпецький з приводу цих подій: «Був це день великого піднесення національно-державних почувань Стрілецтва, коли вино, як нове українське військо, стануло у своєму поході на місцях княжої слави».
Доказом їхнього піднесення став жовто-блакитний прапор, що був вивішений тоді над міською ратушею.
Проте був звільнений лише лівий берег Дністра. Бої продовжувались.
Стрільці стали авангардом австро-угорського війська. Вони, перебуваючи під обстрілом російської артилерії, зуміли переправитись на лівий берег дністра. Галич був звільнений.